# Pablo Dorado
Pablo Dorado, född den 22 juni 1908 och död den 18 november 1978, var en uruguayansk fotbollsspelare.

## Klubbkarriär
Dorado började karriären i CA Bella Vista i hemstaden Montevideo och där spelade han fem säsonger. Han flyttade sedan till Argentina och CA River Plate. Där blev han kvar i två år.

## Landslagskarriären
Dorado deltog i Uruguays VM-trupp till det första världsmästerskapet i fotboll 1930 på hemmaplan i Uruguay. Han fick inte starta i den första gruppspelsmatchen mot Peru, men i den andra matchen mot Rumänien. Han gjorde det första målet i den matchen som Uruguay sedan vann med 4-0. Dorado fick sedan starta i både semifinalen mot Jugoslavien och sedan i finalen mot Argentina. I finalen gjorde han det första målet i matchen efter tolv minuter och blev därmed den förste spelaren någonsin att göra mål i en VM-final. Uruguay vann till slut matchen med 4-2 och Dorado blev därmed världsmästare.